# 캐리 리저
캐리 라이저(Kari Lizer, 1961년 8월 26일 ~ )는 미국의 배우, 각본가이다.
샌디에이고에서 태어났다.

## 작품 목록
- 프라이빗 스쿨 (1983) - 출연
- 갓챠 (1985, Gotcha!) - 출연
- 퍼펙트 킬러 (1992, Double Edge)
- 애들이 줄었어요: TV 쇼 (1997) - 각본
- The New Adventures of Old Christine (2006-10) - 제작, 각본
- Picture Paris (2011) - 출연 (단편)